# Tour de Pennsylvanie
Le Tour de Pennsylvanie (en anglais : Tour of Pennsylvania) est une course cycliste par étapes américaine disputée en Pennsylvanie. Sa première et unique édition a eu lieu en juin 2008. Elle était composée de six étapes, entre Philadelphie et Pittsburgh. Ouverte aux coureurs de moins de 25 ans, elle a été remportée par David Veilleux.
Le Tour de Pennsylvanie 2008 figurait aux calendriers de l'UCI America Tour 2008 et de l'USA Cycling Professional Tour 2008.

## Tour de Pennsylvanie 2008

### Étapes
| Étape      | Date    | Villes étapes        | Milles | Vainqueur d’étape | Leader du classement général |
| ---------- | ------- | -------------------- | ------ | ----------------- | ---------------------------- |
| 1rea étape | 24 juin | Pennsylvanie         | 2,5    | Steven Van Vooren | Steven Van Vooren            |
| 1reb étape | 24 juin | Pennsylvanie         | 30     | Daniel Holloway   | Steven Van Vooren            |
| 2e étape   | 25 juin | Downingtown-Carlisle | 91     | Keven Lacombe     | Steven Van Vooren            |
| 3e étape   | 26 juin | Camp Hill-Bedford    | 105    | James Driscoll    | Steven Van Vooren            |
| 4e étape   | 27 juin | Bedford-Latrobe      | 60     | David Veilleux    | Christoff van Heerden        |
| 5e étape   | 28 juin | Ligonier-Pittsburgh  | 91     | David Veilleux    | David Veilleux               |
| 6e étape   | 29 juin | Pittsburgh           | 50     | Daniel Holloway   | David Veilleux               |

### Classement général final
| Rang | Cycliste              | Pays           | Équipe                            | Temps            |
| ---- | --------------------- | -------------- | --------------------------------- | ---------------- |
| 1    | David Veilleux        | Canada         | Kelly Benefit Strategies-Medifast | 14 h 43 min 24 s |
| 2    | Christoff van Heerden | Afrique du Sud | Konica Minolta-Bizhub             | + 12 s           |
| 3    | Stefano Barberi       | Brésil         | ZTeaM                             | + 18 s           |
| 4    | Peter Stetina         | États-Unis     | VMG/Felt                          | + 22 s           |
| 5    | Peter Salon           | États-Unis     | VMG/Felt                          | + 25 s           |